# Valparaíso Cerro Abajo
La Valparaíso Cerro Abajo, également connue sous le nom Red Bull Valparaíso Cerro Abajo, est une course cycliste de descente en milieu urbain. Elle a lieu chaque année à Valparaíso, au Chili, depuis le sommet du Cerro Cárcel (es) jusqu'à la place Aníbal Pinto (es).

## Historique
La première édition de la course date de 2003 et attire 28 participants. Au cours des éditions, la course attire une foule croissante (18 000 spectateurs en 2015, 20 000 en 2018,).
Depuis sa création, la course est sponsorisée par la boisson énergisante Red Bull.

## Parcours
Le parcours part du sommet du Cerro Cárcel (es) pour aboutir, environ deux kilomètres plus loin et après environ deux cents mètres de dénivelé descendant, à la place Aníbal Pinto (es),.

## Palmarès
| Année | Vainqueur          |
| ----- | ------------------ |
| 2003  | Sebastián Vásquez  |
| 2004  | Antonio Leiva      |
| 2005  | Antonio Leiva      |
| 2006  | Antonio Leiva      |
| 2007  | Cédric Gracia      |
| 2008  | Antonio Leiva      |
| 2009  | Cédric Gracia      |
| 2010  | Filip Polc         |
| 2011  | Filip Polc         |
| 2012  | Mauricio Acuña     |
| 2013  | Marcelo Gutiérrez  |
| 2014  | Filip Polc         |
| 2015  | Filip Polc         |
| 2016  | Johannes Fischbach |
| 2017  | Tomáš Slavík       |
| 2018  | Tomáš Slavík       |
| 2019  | Pedro Ferreira     |